# Danvers (Illinois)
Danvers est un village du comté de McLean dans l'Illinois, aux États-Unis,. Situé à l'ouest du comté, il est fondé le 20 février 1836 par Israel W. Hall, sous le nom de Concord. Le village est incorporé le 7 août 1878.

## Démographie
Lors du recensement de 2010, le village comptait une population de 1 154 habitants. Elle est estimée, en 2016, à 1 126 habitants.

### Source de la traduction
- (en) Cet article est partiellement ou en totalité issu de l’article de Wikipédia en anglais intitulé « Danvers, Illinois » (voir la liste des auteurs).